# Саломон Мюллер
Саломон Мю́ллер (7 квітня 1804 — 29 грудня 1864) — німецький натураліст. Він народився в Гайдельберзі, а помер у Фрайбурзі-у-Брайсґау.
Мюллер був сином шорника в Гайдельберзі. Разом з Генріхом Боє та Генріхом Крістіаном Маклотом його відправив Конраад Якоб Темінк на збір зразків до Ост-Індії. Тут він працював помічником у Natuurkundige Commissie (Комісії природничих наук), організації, членом якої він згодом став.
Мюллер прибув до Батавії в 1826 році, потім вирушив до Нової Гвінеї та Тимору в 1828 році на борту «Тритона». Починаючи з жовтня 1828 року, він залишався в портовому місті Купанґ, проникаючи вглиб Тимору протягом наступного року. У 1831 році він перебував на Яві, а пізніше досліджував Західну Суматру з 1833 до 1835 року.

## Епоніми
Герман Шлєґель назвав на честь Мюллера двох змій: Aspidomorphus muelleri і Sphenomorphus muelleri у 1837 році, а також ще одну Typhlops muelleri у 1839 році,. У 1838 році вже Мюллер своєю чергою назвав крокодила Tomistoma schlegelii на честь Германа Шлєґеля.
Подібним чином Андре Марі Констан Дюмеріль, Ґабріель Біброн і Оґюст Дюмеріль назвали змію Lycodon muelleri у 1854 році на честь Мюллера.

## Вибрані видання
- Reizen en onderzoekingen in Sumatra, gedaan op last der Nederlandsche Indische regering, tusschen de jaren 1833 en 1838, 1855. (голландською).
- Reizen en onderzoekingen in den Indischen archipel, gedaan op last der Nederlandsche Indische regering, tusschen de jaren 1828 en 1836, 1857.[10] (голландською).